# Arco recurvo

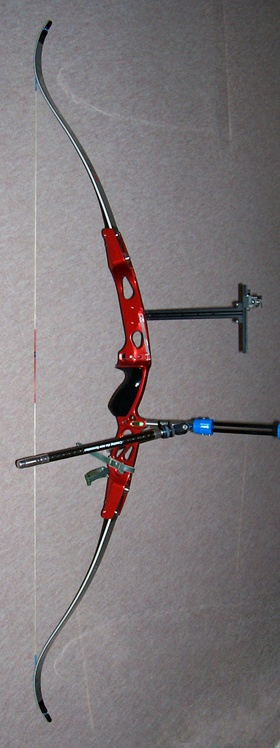
Um arco recurvo.

Arco recurvo, é um arco que caracteriza-se pelo formato de suas lâminas de dupla curvatura, formando um "S" suave. Esse desenho específico possibilita às lâminas um maior acúmulo de energia, aumentando a potência do arco. Diferentemente do arco composto, o recurvo não possui sistemas de roldanas, exigindo assim um esforço maior para se fazer e manter a puxada.
O arco recurvo pode ser inteiriço ou desmontável, podendo ainda ser equipado com acessórios que facilitam o tiro, como mira e estabilizadores.  É o único tipo de arco usado em competições olímpicas.